# 마쓰다 RX-8

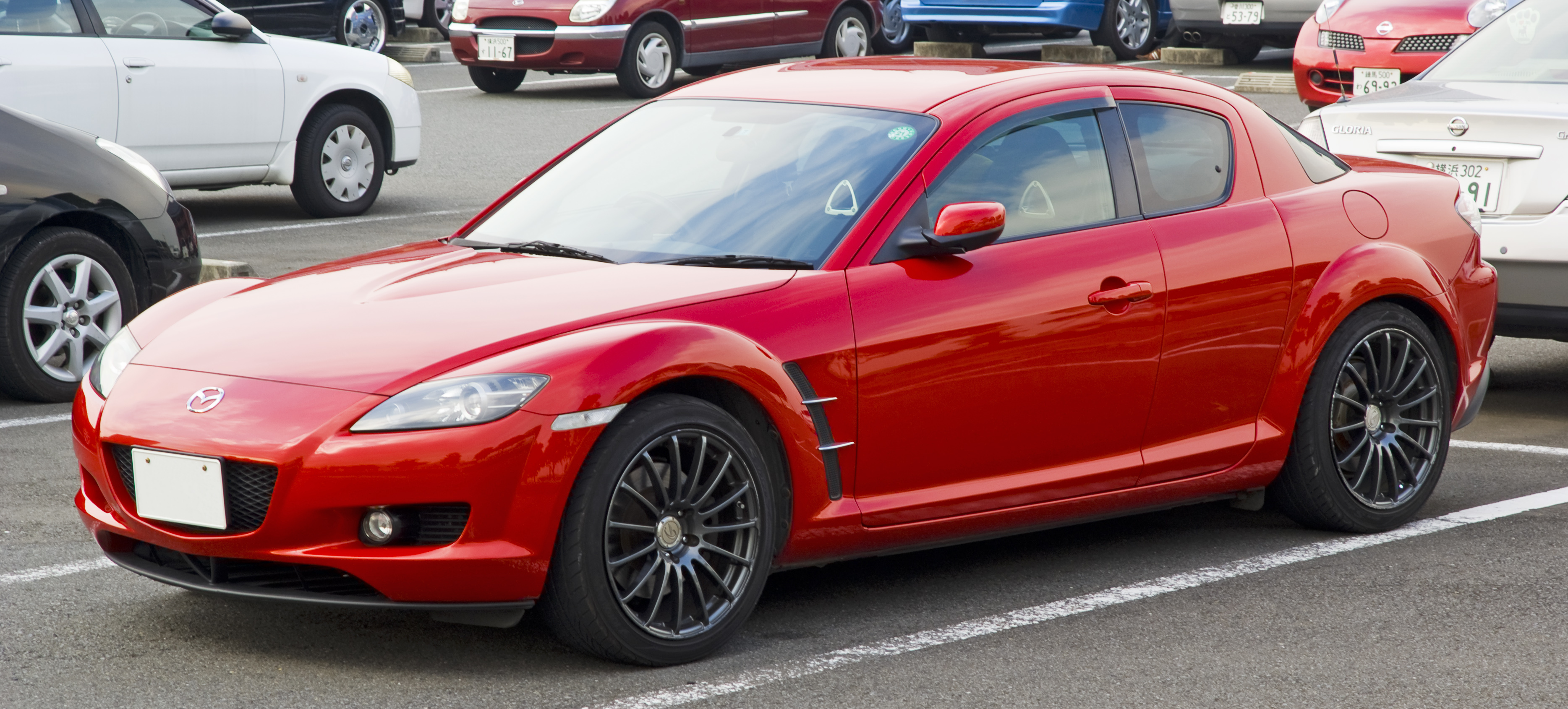
마쓰다 RX-8(전기형) 정측면

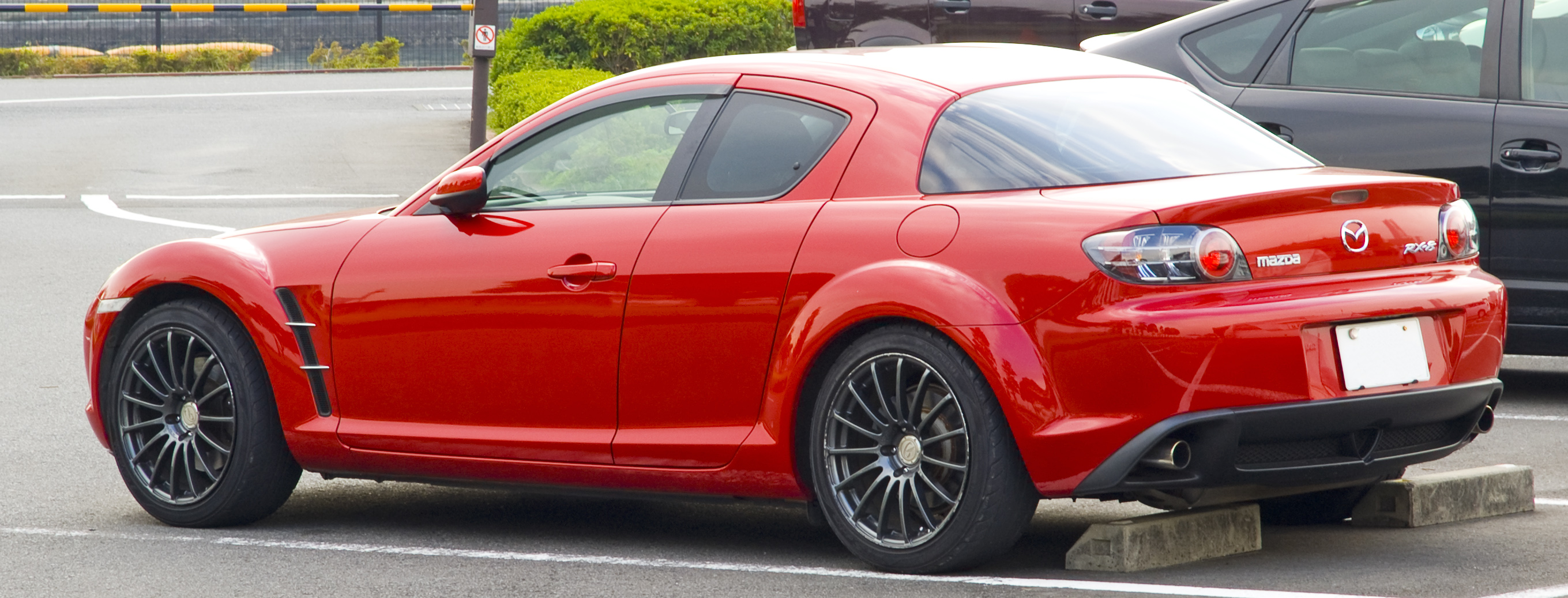
마쓰다 RX-8(전기형) 후측면

마쓰다 RX-8(Mazda RX-8)은 일본 마쓰다의 스포츠 카이다. 2003년에 RX-7의 후속 차종으로 출시되었다. RX-8은 패밀리 스포츠라는 새로운 컨셉을 통해 기존 스포츠카들과는 달리, 뒷좌석의 거주성을 크게 향상시켜 성인 4명이 편안하게 탈 수 있게 하였다. 또한 스포츠카로는 보기 드문 4도어 형식으로, B필러 기둥이 없는 수어 사이드 도어를 갖추었다. 프론트 도어를 열어야 리어 도어를 열 수 있으며, 프론트 도어가 리어 도어를 잠그는 역할도 한다. 엔진은 로터리 엔진으로, 배기가스 규제의 강화나 연비 향상을 위해 터보 차저는 탑재하지 않은 자연 흡기 방식이다. 중량 배분은 전후 5:5의 비율을 확보했다. 2008년에 페이스 리프트를 거쳐 후기형이 판매되었으나, 2012년에 배기가스 문제로 후속 차종 없이 단종되었다. RX-8의 단종과 함께 로터리 엔진을 장착한 차량의 역사는 막을 내렸다.

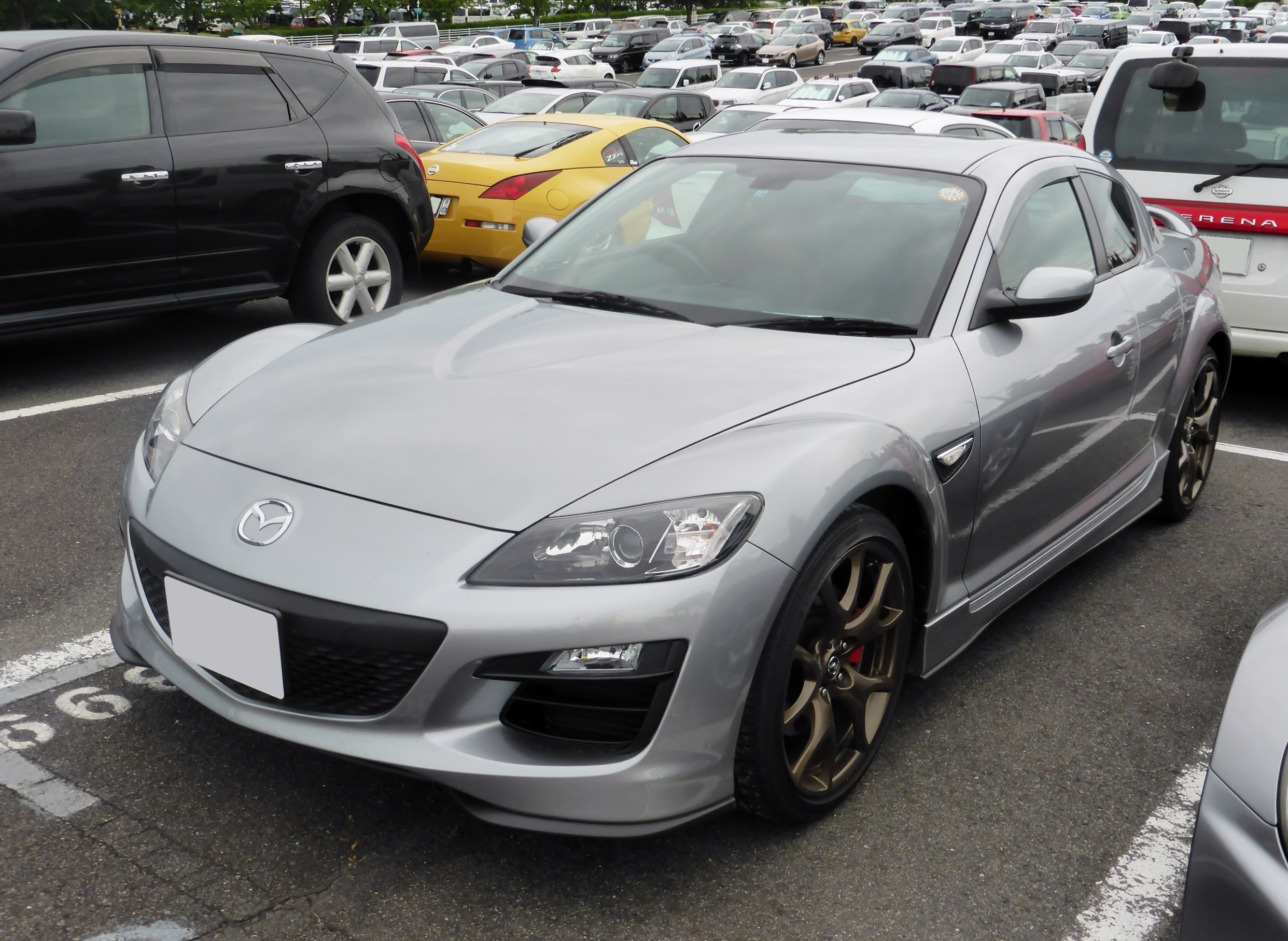
마쓰다 RX-8(후기형) 정측면
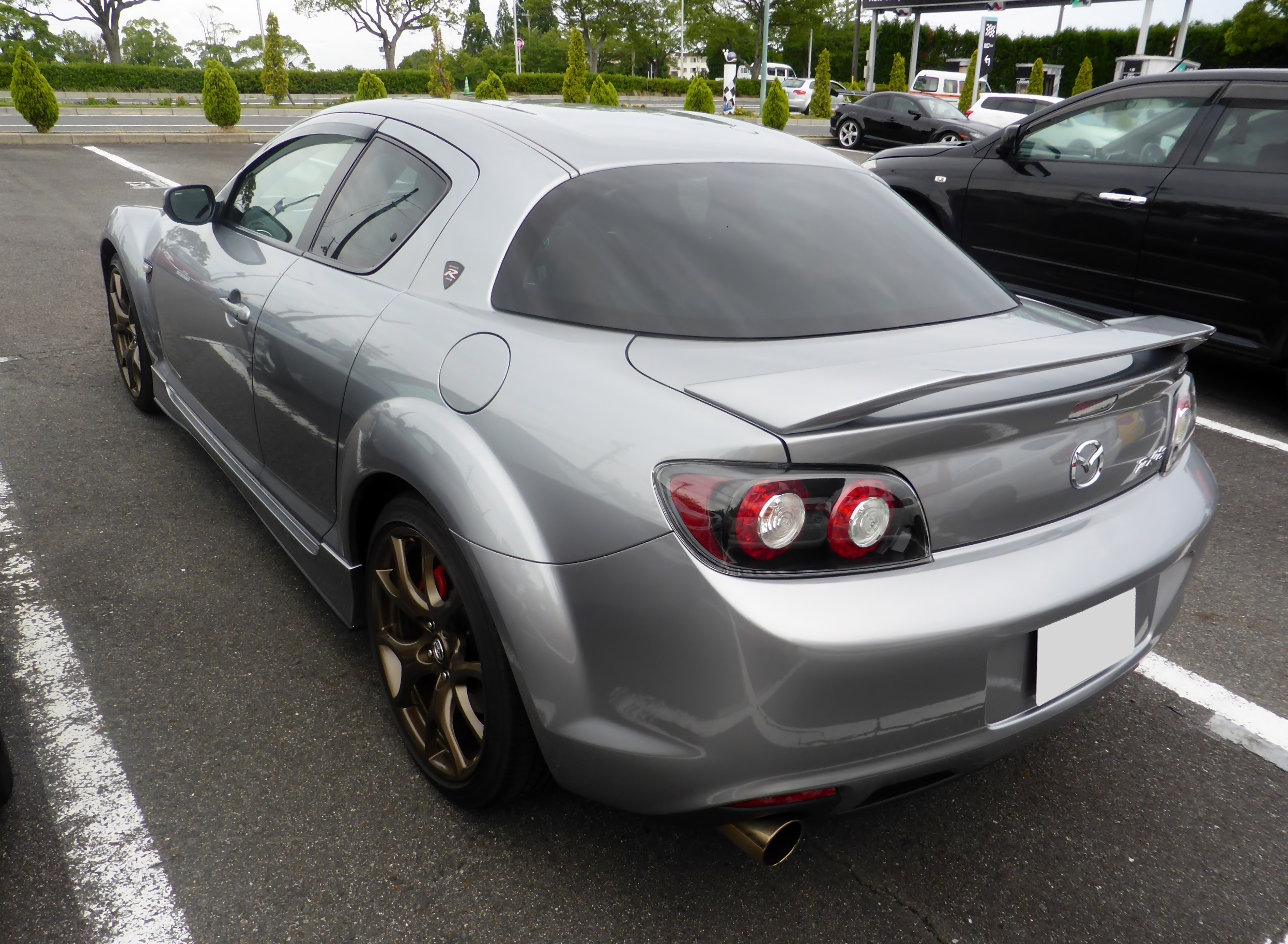
마쓰다 RX-8(후기형) 후측면